# Episodi di Criminal Minds (quindicesima stagione)
La quindicesima stagione della serie televisiva Criminal Minds, composta da dieci episodi, è stata trasmessa in prima visione assoluta negli Stati Uniti d'America sul canale CBS dall'8 gennaio al 19 febbraio 2020.
In Italia la stagione è andata in onda in prima visione su Fox Crime, canale a pagamento di Sky, dal 31 gennaio al 13 marzo 2020. Invece in chiaro è stata trasmessa su Rai 2 dal 24 ottobre al 19 dicembre 2020.
| n° | Titolo originale  | Titolo italiano      | Prima TV USA     | Prima TV Italia  |
| -- | ----------------- | -------------------- | ---------------- | ---------------- |
| 1  | Under the Skin    | Sotto la pelle       | 8 gennaio 2020   | 31 gennaio 2020  |
| 2  | Awakenings        | Risvegli             | 8 gennaio 2020   | 31 gennaio 2020  |
| 3  | Spectator Slowing | Curiosità morbosa    | 15 gennaio 2020  | 7 febbraio 2020  |
| 4  | Saturday          | Sabato               | 22 gennaio 2020  | 14 febbraio 2020 |
| 5  | Ghost             | Fratelli             | 29 gennaio 2020  | 21 febbraio 2020 |
| 6  | Date Night        | Appuntamento al buio | 5 febbraio 2020  | 28 febbraio 2020 |
| 7  | Rusty             | Rusty                | 5 febbraio 2020  | 28 febbraio 2020 |
| 8  | Family Tree       | Albero genealogico   | 12 febbraio 2020 | 6 marzo 2020     |
| 9  | Face Off          | Faccia a faccia      | 19 febbraio 2020 | 13 marzo 2020    |
| 10 | And in the End    | E alla fine          | 19 febbraio 2020 | 13 marzo 2020    |

## Sotto la pelle
- Titolo originale: Under the Skin
- Diretto da: Nelson McCormick
- Scritto da: Christopher Barbour

### Trama
Sono passati sei mesi dal finale della precedente stagione. Il rapporto tra JJ e Reid è ancora teso dopo la confessione di lei e gli agenti sono a casa di Alvez per festeggiare con una "baby shower" l'imminente arrivo (previsto di lì a otto settimane) del quinto figlio di Simmons e Kristy; l'unico assente è Rossi, che da sei mesi sta conducendo un'indagine personale solitaria per trovare il "Camaleonte" Everett Lynch, lo psicopatico narcisista, misogino e maestro del travestimento che lo ha quasi ucciso e che è diventato la sua ossessione. Quando dei corpi mutilati, ai quali è stata rimossa la pelle del torso in modo talmente preciso da fare concludere che l'SI sia un medico o abbia preparazione medica, vengono rinvenuti nell'area metropolitana di Washington e nei boschi intorno a Baltimora, il resto della squadra si mostra leggermente scettico a supporre che sia opera di Lynch poiché la firma di quest'ultimo è di rimuovere i volti delle donne. Essendo le nuove vittime invece giovani maschi sulla ventina, gli agenti decidono di elaborare un profilo "da zero". Sarà proprio Rossi a cogliere il collegamento tra la sua nemesi e questo assassino. Un denominatore comune viene scoperto nel sito di incontri a cui erano iscritti i ragazzi, lo stesso di cui si serve il "Camaleonte" per scegliere le donne da sedurre. Alla fine il Soggetto Ignoto è identificato nel medico legale della città di Baltimora. Prentiss è avvertita che Grace, figlia di Everett, ha deciso di patteggiare, ma vuole parlare solo con Rossi, perciò la fa trasferire a Washington dal carcere in Arkansas dov'è rinchiusa. Tuttavia Lynch, camuffato da avvocato e utilizzando un nome falso, riesce a raggiungere l'ufficio del Procuratore e a fare evadere Grace, uccidendo due agenti di sicurezza. La BAU, giunta sul posto, si divide per fermarli; JJ si dirige ai garage sotterranei e li intercetta, intimando a entrambi di mettere giù le pistole e calciarle verso di lei, ma nel momento in cui cerca di prendere quella di Grace tenendoli contemporaneamente sotto tiro, la ragazza ne tira fuori un'altra e preme il grilletto. Il proiettile colpisce JJ al fianco, in una zona non protetta dal giubbotto; lei cade a terra inerme cominciando a sputare sangue mentre Everett e Grace scappano su un SUV.
- Guest star: Michael Mosley (Everett Lynch), Alex Jennings (Grace Lynch), Kelly Frye (Kristy Simmons), Tom Amandes (dottore Sebastian Hurst), Paula Jai Parker (Captain Vivian Paige), Alex Dabestani (dottore Lloyd Jewell), Thomas Frelinghuysen (Daniel Kane), Bret Green (Gregory Broder), Kimberly Fox (U.S. Marshal Alison Faust), Montelle Dwayne Harvey (U.S. Marshal Tevin Hart).

### Soggetto Ignoto
Sebastian Hurst

### Citazioni
- "L’uomo non è chi crede di essere. Egli è ciò che nasconde." André Malraux (David Rossi)

Ascolti Italia: telespettatori 1 012 000 - share 4,07%

## Risvegli
- Titolo originale: Awakenings
- Diretto da: Alec Smight
- Scritto da: Stephanie Sengupta

### Trama
JJ viene subito portata in ospedale in condizione critiche mentre Everett e la figlia riescono a eludere le forze dell'ordine scappando. La squadra è quindi costretta a capire quali potrebbero essere le prossime mosse della coppia, per farlo saranno costretti a scavare a fondo nel passato di Grace, riusciranno quindi a capire che per il padre la figlia non è altro che un pericolo e che l'ha fatta evadere dalla prigione solo per evitare di essere tradito, dopo averla usata per i suoi scopi infatti la ucciderà e riuscirà a fuggire ancora una volta.
Nel mentre JJ si risveglia e cerca di chiarire una volta per tutte il suo rapporto con Reid che dovrà anche a sua volta chiarire il rapporto con la madre, reso difficile per via della malattia di cui lei soffre.
- Guest star: Jane Lynch (Diana Reid), Josh Stewart (Will LaMontagne, Jr.) , Mekhai Andersen (Henry LaMontagne), Phoenix Andersen (Michael LaMontagne), Michael Mosley (Everett Lynch), Alex Jennings (Grace Lynch), Vanessa Vander Pluym (Grace), Sharon Lawrence (Roberta Lynch), Taylor Foster (Charlotte Burke), Deborah Quayle (Martha Burke), Jake Martin (Allen Burke), Angelita Esperanza (dottoressa Carolyn Hsu), Janora McDuffie (dottoressa Adelaide Kincaide), Matthew Arkin (Roger Foster), Ethan Flower (signore Thompson), Erica Ikeda (paramedico).

### Soggetto Ignoto
- Everett Lynch

### Citazioni
- "Nulla accade finché qualcosa non si muove." Albert Einstein (David Rossi)
- Alan Alexander Milne ha scritto: "Quanto sono fortunato ad avere qualcosa che rende così difficile dire addio." (Dott. Spencer Reid)

Ascolti Italia: telespettatori 1 129 000 - share 4,20%

## Curiosità morbosa
- Titolo originale: Spectator Slowing
- Diretto da: Kevin Berlandi
- Scritto da: Bruce Zimmerman

### Trama
La squadra è chiamata a indagare su una serie di esplosioni causate da pacchi - bomba recapitati per posta in tutto il Kentucky e il Tennessee, in cui il Soggetto Ignoto sembra selezionare le vittime in base a un rancore personale ed è animato da una missione. JJ torna al lavoro venendo riaccolta dai colleghi dopo il ferimento da parte di Grace Lynch e la convalescenza.
- Guest star: Will Tranfo (Shelby Mattson), Chante Bowser (Rhonda Kirkman), Darielle Dorsey (Sophia Kirkman), Kelly Frye (Kristy Simmons), Ezra Dewey (Jake Simmons), Declan Whaley (David Simmons), Genevieve Quach (Chloe Simmons), Kaylee Quach (Lily Simmons), Thomas Blake Jr. (Wayne Beecher), Dorian Harewood (Fred Kirkman), Andi Chapman (Laura Kirkman), James Tumminia (dottore Malcolm Delaney), Wolfgang Schaeffer (giovane Shelby Mattson), Alyssa Rayomie Tibbs (agente Coleman), Shaw Jones (Colin Ainsworth).

### Soggetto Ignoto
Shelby Mattson 

### Citazioni
- "La vita non ha l’obbligo di darci quello che ci aspettiamo." Margaret Mitchell (Emily Prentiss)

Ascolti Italia: telespettatori 1 065 000 - share 4,00%

## Sabato
- Titolo originale: Saturday
- Diretto da: Ed Bernero
- Scritto da: Stephanie Birkitt e Breen Frazier

### Trama
I membri della BAU si godono un sabato libero in modi diversi: mentre Rossi aiuta Simmons ad assemblare una culla per il bebè in arrivo (convincendolo anche a trasformare i "racconti della buonanotte" per i suoi figli in un libro per risolvere i suoi problemi finanziari) e Prentiss affronta una citazione in giudizio presentata dal suo vecchio vicino di casa (il quale è convinto di essere spiato e sotto sorveglianza da parte del Governo americano), Garcia chiama Alvez, JJ e Tara per assisterla quando una delle partecipanti alla competizione di hacking, organizzata dalla stessa Garcia presso il quartier generale di Quantico, le confessa di essere perseguitata da uno stalker diventato verbalmente violento. Notando il forte coinvolgimento emotivo dell'analista, Luke le chiede spiegazioni e alla fine lei gli rivela di essere stata presa di mira online da un individuo russo, che però sa che non può essere catturato. La terapista che Reid ha iniziato a frequentare gli "ordina" di provare ad avere, per una volta, una "normale" conversazione con una persona "normale", esterna all'ambiente lavorativo e più tardi, in un parco, lui conosce Maxine "Max" Brenner, insegnante di Storia dell'arte alle elementari, la quale ricambia il suo interesse. Alla fine dell'episodio, Kristy, entrata in travaglio, partorisce una bambina a cui viene dato il nome Rose Mary e JJ sprona Spencer a incontrare di nuovo la ragazza, poiché lo fa stare bene e lui merita di essere felice.
- Guest star: Kelly Frye (Kristy Simmons), Rachael Leigh Cook (Maxine), Paul F. Tompkins (Brian Garrity), Jocelyn Hudon (Elizabeth Wise), Michael Blake Kruse (Billy Hanes), April Grace (dottoressa Margaret Stein), Cayden Clark (Sammy), P.L. Brown (Delivery Man), J.J. Hawkins (Darren), Alden Ray (Lyle), Abigail Marlowe (Michelle), Nicole Radzivil (giovane donna), Stephen Gilikin (Hayes Cullinan), Noelle Bellinghausen (dottoressa Meredith Tangley), Angie Kibiloski (agente Alexis Foreman), Joe Jagatic (Total Stranger).

### Soggetto Ignoto
Il condominiale di un agente

### Citazioni
- "L’unica ragione per cui chiediamo ad altre persone come è andato il loro weekend è per poter raccontare tutto del nostro." Chuck Palahniuk (Penelope Garcia)

Ascolti Italia: telespettatori 1 045 000 – share 3,80%

## Fratelli
- Titolo originale: Ghost
- Diretto da: Diana C. Valentine
- Scritto da: Bobby Chacon e Jim Clemente

### Trama
Dopo che parecchie persone vengono colpite a morte a Des Plaines, in Illinois, la squadra si rende conto che questi omicidi coincidono con quelli compiuti da un cecchino (Philip Dowd, serial killer "a lunga distanza" dell'episodio 1x06 "L.D.S.K." ucciso da Reid) 15 anni prima nella stessa città. La loro valutazione tuttavia cambia drasticamente quando Alvez e Simmons cadono in un'imboscata e vengono rapiti dal Soggetto Ignoto, qualcuno proveniente dal periodo precedente all'ingresso di entrambi nella BAU e che è in cerca di vendetta.
- Guest star: Tony Denison (capo Wayne Weigart), Vincent Ventresca (Louis Chaycon), Brandon Rush (comandante Brandon Rush), Scott Peat (Fleabag), Nicola Lambo (dottoressa Lisa Zambetti), Patrick Hume (Luca), Boone Platt (Benjamin Blake), Sylvester Powell (Marko Salazar), Ryan Salazar (Peter Charles), Kimberly Guevara (Diane Lipscomb), Chris Flanders (Craig Wolf), Jenny Steadman (Karen Wolf), Connie Ventress (Patricia Donovan), Valerie Lucas (Christy Nicolay), Demetrius Butler (Jackson Salazar), Matthew Grant Godbey (Carson).

### Soggetto Ignoto
Louis Chaycon

### Citazioni
- "Io so cos'è un fantasma. Un lavoro incompiuto." Salman Rushdie (Luke Alvez)
- "L’unica cosa che rende la battaglia psicologicamente tollerabile è la fratellanza tra soldati." Sebastian Junger (Matthew Simmons)

Ascolti Italia: telespettatori 1 264 000 – share 4,60%

## Appuntamento al buio
- Titolo originale: Date Night
- Diretto da: Marcus Stokes
- Scritto da: Breen Frazier

### Trama
A seguito del rapimento di un padre e una figlia a Washington D.C., Reid è nuovamente costretto a un confronto con Cat Adams, la "Vedova Nera" appartenente alla rete di sicari smantellata dalla BAU nell'undicesima stagione, prima della sua esecuzione. Spencer dovrà ricorrere a tutta la sua abilità deduttiva e alla sua geniale mente analitica per riuscire a battere in astuzia la manipolatrice Cat per la terza volta; mentre il resto della squadra, dopo la scoperta che le persone sequestrate sono il padre e la sorella di Maxine, elabora, con l'aiuto di quest'ultima, una strategia per trovarli. Alla fine dell'episodio, neutralizzata la minaccia, Spencer e Max si baciano.
- Guest star: Rachael Leigh Cook (Maxine), Michael Dempsey (Don Brenner), Annamarie Kasper (Eloise Brenner), Jamie Sara Slovon (Juliette Weaver), Charles Carpenter (Harold Moss), Aubrey Plaza (Cat Adams)

### Soggetto ignoto
Cat Adams
Ascolti Italia: telespettatori 1 098 000 – share 4,40%

## Rusty
- Titolo originale: Rusty
- Diretto da: Rachel Feldman
- Scritto da: Erica Meredith e Erik Stiller

### Trama
La squadra si reca a Denver, in Colorado, per assistere la sede locale dell'FBI nelle indagini sui brutali omicidi per decapitazione di tre uomini, i cui corpi presentano strani caratteri impressi sul torace. Reid presto deduce che questi ultimi sono parte della cosiddetta "equazione di Schrödinger", base della meccanica quantistica: ciò, unito ad altri elementi quali il fatto che tutte le vittime fossero padri o comunque figure paterne e la testimonianza oculare di un ragazzo, fa emergere un collegamento con un delirio psicotico che coinvolge il fenomeno psicologico chiamato effetto Mandela e l'esistenza di realtà parallele. Prentiss è costretta a rivalutare il suo rapporto sentimentale con l'Agente Speciale Andrew Mendoza (conosciuto nell'episodio 14x07 "Ventisette" e a capo della sede di Denver da due mesi, motivo per il quale i due stanno intrattenendo una relazione a distanza), e alla chiusura del caso, avendo deciso di dargli una seconda possibilità, si presenta alla sua porta venendo invitata a fermarsi a cena e a conoscere la figlia adolescente Keely.
- Guest star: Stephen Bishop (Andrew Mendoza), Graham Sibley (George Kyle Peters), Joseph C. Phillips (vicedirettore James Barbour), Craig Lee Thomas (Sean McAfee), Mary Lynn Rajskub (Brenda Hacker), Chris Jai Alex (S.S.A. Michael Key), Kat Purgal (dottoressa Patty Martinez), Lindsey Rose Naves (Alice Clark), Kevin Miles (Dan Montgomery), Carmelo Christian (Ty Montgomery), Ari Schneider (Kevin Patterson), Max (James Choi), Megan Truong (Emma Choi), Eddie Park (Colin Choi), Lexi Underwood (Keely Mendoza-Smith), Toonyun (Karen Choi).

### Soggetto ignoto
Kyle Peters

### Citazioni
"La storia sa come cambiare i malvagi, così che non possiamo più riconoscerci in essi". Adam Serwer (Emily Prentiss)
"Dobbiamo essere disposti a rinunciare alla vita che avevamo programmato, per poter avere la vita che ci aspetta". Joseph Campbell (Emily Prentiss)
Ascolti Italia: telespettatori 1 227 000 – share 4,70%

## Albero genealogico
- Titolo originale: Family Tree
- Diretto da: Alec Smight
- Scritto da: Bruce Zimmerman

### Trama
Quando i corpi di uomini d'affari e di prostitute assassinate spuntano a Beaumont, Texas, la BAU si trova ad affrontare un serial killer che vive realtà conflittuali. Prentiss e JJ ricevono entrambe inaspettate e prestigiose offerte di lavoro (Prentiss tra i potenziali prossimi Direttori dell'FBI, e sarebbe la prima donna nella storia dell'Agenzia, come le ricorda il Vicedirettore; lo riferisce soltanto a Jennifer per farle sapere che vorrebbe che fosse lei a subentrare come Capo Unità se Prentiss verrà nominata Direttrice; JJ potrebbe guidare la sede FBI di New Orleans, e la sta prendendo seriamente in considerazione perché così sarebbero più vicini alla famiglia di Will, e i figli vedrebbero più spesso i cuginetti), trovandosi quindi a riflettere sul proprio futuro. Nell'episodio riappare anche Everett Lynch, "Il Camaleonte", che sette mesi dopo aver ucciso la figlia Grace ha assunto una nuova identità e si è trasferito in Nevada, seducendo una donna di nome Alexandria Duggan.
- Guest star: Michael Mosley (Everett Lynch), Joseph C. Phillips (vicedirettore James Barbour), TJ Power (Unsub), Bailey Noble (Becky Silverman), Corinne Bohrer (Alexandria Duggan), Jesse D. Goins (capo Paul Berrman), Devon Reilly (Cindy Wilson), Stacy Arnell (Kayla Jackson), Cailin McDonald (M.E. Donna Grasser), Brian Oblak (Bo Zachary), Gary Nohealii (Nick), Mikaela Rachal (poliziotta).

### Soggetto ignoto
Parris

### Citazioni
- "Un proverbio scozzese dice: si parla sempre del mio bere ma mai della mia sete." (Parris)

- "Noi serial killer siamo i vostri figli, i vostri mariti; siamo ovunque e domani ci saranno altri morti tra i vostri figli." Ted Bundy (Everett Linch)

Ascolti Italia: telespettatori 1 440 000 – share 5,70%

## Faccia a faccia
- Titolo originale: Face Off
- Diretto da: Sharat Raju
- Scritto da: Christopher Barbour

### Trama
Garcia rivela di aver ricevuto circa un centinaio di differenti offerte di lavoro, tra cui una molto allettante nella Silicon Valley, e che accettare "potrebbe essere un buon cambiamento" per lei. Mentre Rossi affronta il PTSD dovuto all'aver sfiorato la morte per mano di Everett Lynch esattamente un anno prima, insieme al resto della squadra (e "ispirato" dai suggerimenti dell'ex collega Jason Gideon - che rievoca tornando nell'ex rifugio antiaereo dove nacque la BAU) si reca a Reno, in Nevada, per seguire una pista che sperano possa condurre alla cattura del "Camaleonte" (che nel frattempo ha sedotto e ucciso un'altra donna e ha deciso di rintracciare il proprio padre, Delvin Weaver, per "fargliela pagare", essendo stato quest'ultimo a renderlo ciò che è). Tuttavia, dovranno vedersela con Roberta, la madre di Everett, la quale ha un proprio piano che porterà ad un esito scioccante (ella ucciderà l'uomo prima che quest'ultimo ed Everett possano incontrarsi): la casa in cui si trovano Lynch e Roberta (tramortita da lui stesso) esplode, uccidendo la donna e sei agenti SWAT che erano entrati su ordine di Rossi; anche Reid viene stordito dalla potenza della detonazione; a questo punto, anche Lynch viene ritenuto morto, e il Vicedirettore si complimenta con Prentiss per averlo finalmente fermato. Rientrato nel proprio appartamento, Reid continua a riflettere non riuscendo a capire il motivo per cui il "Camaleonte" si sarebbe "suicidato" nell'esplosione da lui stesso orchestrata, e si rende conto che in realtà è ancora vivo, essendo scappato attraverso i tunnel sotto la casa dopo aver disarmato Roberta; non fa però in tempo ad avvertire i colleghi poiché sviene. 
- Guest star: Michael Mosley (Everett Lynch), Sharon Lawrence (Roberta Lynch), Alex Jennings (Grace Lynch), Ben Savage (giovane Jason Gideon), Joseph C. Phillips (vicedirettore James Barbour), Jim O'Heir (Clifford Stinson), Nick Gomez (Orlando Gaines), AlexAnn Hopkins (Olivia Irwin), Tracy Melchior (Marilyn Irwin), Graham Beckel (Delvin Weaver), Corinne Bohrer (Alexandria Duggan).

### Soggetto ignoto
Everett Lynch e Roberta Lynch

### Citazioni
- "Chi ha subito un danno è pericoloso, sa di poter sopravvivere." Josephine Hart (Parris)

Ascolti Italia: telespettatori 1 357 000 – share 5,30%

## E alla fine
- Titolo originale: And in the End
- Diretto da: Glenn Kershaw
- Scritto da: Erica Messer e Kirsten Vangsness

### Trama
Nell'ultimo episodio della stagione (e della serie), i membri della squadra si godono la serenità dopo la presunta morte di Lynch: Rossi rivela a Krystall di star pensando di andare in pensione, mentre a Quantico Emily, JJ, Tara e Garcia commentano le foto della loro "serata tra ragazze" della sera precedente; il Vicedirettore comunica a Prentiss che, a causa del tragico esito dell'esplosione della casa dove si trovava Lynch (la morte di sei agenti SWAT, di cui lei si prende la colpa essendo a capo dell'Unità), il suo nome non è più sull'elenco ristretto dei prossimi Direttori dell'Agenzia. Reid non si presenta in ufficio, ma gli altri pensano semplicemente che stia dormendo per "recuperare le energie". Discutendo del caso, si rendono conto che il "Camaleonte" è ancora vivo e che aveva pianificato tutto nei dettagli, inviando immediatamente agenti a protezione dei loro familiari in tutta Washington. JJ e Penelope si dirigono all'appartamento di Spencer per avvertirlo e lo trovano svenuto e incosciente, scosso da convulsioni; in ospedale vengono informate che ha un'emorragia intracerebrale provocata dall'esplosione, e chiamano la madre Diana al suo capezzale. Durante la degenza, ha allucinazioni di persone del passato, come fantasmi, in particolare il "Mietitore" George Foyet, l'ex Capo Sezione Erin Strauss e Maeve Donovan: tutti fungono da una sorta di "voci della coscienza" per fargli capire che deve risvegliarsi. Il dialogo più lungo avviene naturalmente con Maeve, la quale lo accompagna sulla tomba di Gideon e, quando lui si domanda se l'emorragia non sia dovuta al fatto che nel mondo non c'è nient'altro da fare per lui (infatti è confuso e pensa di "lasciarsi andare" al "grande ignoto"), lei replica che il mondo "necessita" che lui faccia ciò che ama, chiedendogli poi di elencarlo: lui menziona i trucchi di magia, le storie di fantasmi, i libri, insegnare e imparare, la speranza, il riuscire a fare la differenza, e lei (implicando quindi che prova ancora un sentimento anche se è morta e sono passati alcuni anni); inoltre menzionano E. E. Cummings, poeta statunitense che piace a entrambi. Essendo stato spronato a "vivere", Reid si risveglia per la gioia della madre, che chiede a Garcia se fosse finito in ospedale altre volte; lei elenca le occasioni in cui un membro della squadra è stato ferito, riconoscendo di aver frequentato gli ospedali più di quanto le piaccia ammettere. Nel frattempo, Lynch, che vuole colpire personalmente Rossi, si reca a casa di quest'ultimo uccidendo l'agente FBI che era stato mandato di guardia, si presenta a Krystall come sostituto del collega, ma lei ricorda la descrizione fatta da Rossi e riconosce il "Camaleonte"; Lynch gli telefona dal cellulare di Krystall e Rossi, temendo che possa finire come in precedenza, gli dice che acconsentirà a ogni eventuale richiesta; Lynch chiede un aereo privato per poter fuggire. All'aeroporto, Rossi si offre come ostaggio al posto di Krystall, il "Camaleonte" lo ammanetta e si fa scudo con il suo corpo per salire sull'aereo, che è quello usato dalla squadra per i suoi spostamenti. Tuttavia, Rossi era riuscito in precedenza a infilare di nascosto un piccolo grimaldello nel proprio orologio da polso, grazie al quale si toglie le manette e poi recupera una pistola nascosta in uno scompartimento segreto vicino al sedile; mentre sta aprendo la porta del jet per scendere, però, Lynch ingaggia una sparatoria in cui entrambi vengono feriti, e Rossi cade fuori. L'aereo inizia a muoversi, e gli agenti colgono l'occasione, aprendo il fuoco sul serbatoio del carburante e danneggiandolo irreparabilmente; infine, JJ gli spara con una lanciarazzi e tutti restano a guardare il loro jet che esplode sulla pista, con Lynch all'interno. Finalmente, anche l'ultimo Soggetto Ignoto è stato fermato. Un mese dopo, si ritrovano nella villa di Rossi per festeggiare quello che credono essere il suo pensionamento, sebbene in realtà sia la festa d'addio di Garcia, che ha deciso di voltare pagina e accettare un lavoro presso un ente no-profit sui cambiamenti climatici a Baltimora, e arriva alla festa con le mèche colorate e truccata come "Ziggy Stardust"; poiché non sono più colleghi, Alvez la invita a cena fuori e lei accetta. Prima di accogliere gli ospiti, Rossi si sofferma in giardino a rievocare le precedenti celebrazioni ospitate lì, cioè il matrimonio di JJ e Will e la veglia commemorativa con brindisi per la Strauss, di entrambe le quali si vede un breve flashback. Si viene a sapere che Prentiss e l'Agente Speciale Andrew Mendoza stanno cercando casa a Denver, anche se lei manterrà comunque il proprio appartamento a Washington; Rossi resterà a tempo pieno alla BAU. JJ ha rifiutato la proposta di dirigere l'ufficio di New Orleans ma non esclude di rivalutarla in futuro; Spencer annuncia di aver deciso di dedicarsi all'insegnamento alle reclute dell'Accademia, alternandovi la consulenza con la squadra. Subito dopo, gli ospiti si radunano in cerchio per ascoltare i discorsi di commiato e ringraziamento di Emily, Jennifer e la stessa Penelope. Gli ultimi minuti dell'episodio si svolgono la mattina successiva a Quantico, dove Garcia sta dando indicazioni ai traslocatori su come trasportare i propri beni fuori dall'edificio. I colleghi arrivano e sono sorpresi perché pensavano che se ne sarebbe andata alla fine della settimana, mentre invece sembra che lei voglia allontanarsi di nascosto, senza salutarli. Prentiss riceve la notifica di un nuovo caso e dice che inaugureranno il loro nuovo jet, quindi ciascuno a turno saluta e abbraccia Penelope per l'ultima volta e poi entrano in ascensore. Come ultimo atto, Garcia entra nel proprio ufficio, si siede alla scrivania, si guarda intorno, scrive qualcosa su un bigliettino che poi infila nella fessura tra i due tavoli, spegne i monitor e le luci, ed esce chiudendosi la porta alle spalle con le lacrime agli occhi.
- Guest star: Jane Lynch (Diana Reid), Michael Mosley (Everett Lynch), Gail O'Grady (Krystall Rossi), Jayne Atkinson (Erin Strauss), Thomas Howell (George Foyet), Josh Stewart (Will LaMontagne), Stephen Bishop (Andrew Mendoza), Kelly Frye (Kristy Simmons), Beth Riesgraf (Maeve Donovan), Page Leong (dottoressa Kiyomura), Gina Garcia-Sharp (agente Garcia Sharp), André Ellingson (agente Smith).

### Soggetto Ignoto
Everett Lynch

### Citazioni
- "Il mondo è uno splendido posto, ed è anche migliore se ci sei tu" (Maeve Donovan, sotto forma di fantasma, a Reid durante il loro dialogo mentre lui è in ospedale)
- "Ogni volta che credi o che pensi o che sai, sei tante altre persone, ma nel momento in cui senti non sei altro che te stesso. Non essere altro che se stessi in un mondo che giorno e notte fa del suo meglio per renderti qualcun' altro vuol dire lottare. La più dura battaglia che ogni essere umano possa combattere è non smettere mai di battersi." E. E. Cummings (Maeve Donovan e Spencer Reid durante il loro dialogo)
- "Stare con voi, fare quello che pochi possono fare, quello è il mio posto." (David Rossi alla festa d'addio di Garcia)
- "Penelope ricorda a tutti noi che il cambiamento è positivo. Doloroso, ma positivo. E per quanta sofferenza Linda Barnes abbia causato a tutti noi, mi ha stimolata a cambiare: mi taglierò tutti i capelli, preparatevi!" (Discorso di Emily Prentiss alla festa di Garcia)
- "Allora...Sono cresciuta con Penelope, non da ragazzina ma da grande, e lei per me è diventata come una sorella: mi è stata vicina ovunque mi trovassi... Una volta mi ha detto che ero "il collante che teneva unita la squadra", ma sappiamo tutti che in realtà eri tu!"  (Discorso di JJ alla festa di Garcia)
- "Allora... Siamo al principio della fine: la settimana prossima non saremo più insieme come lo siamo stati per tanti anni. Io voglio che sappiate di avere un posto molto speciale nel mio cuore, e vorrei fermare l'attimo, voglio assaporare il momento [panoramica sui presenti]... Ecco, l'ho fatto. Vi ringrazio per avermi fatta sentire parte di questo gruppo, e grazie per avermi ricordato che c'è un'infinita quantità di eroismo e gentilezza nel mondo, non importa quanto cupo possa sembrare... La mia band preferita dice che "l'amore che prendi è pari all'amore che dai", così, invece di un brindisi, voglio una promessa da tutti: possiamo promettere che, indipendentemente da dove andremo, manterremo questo sentimento nel cuore...?"  (Discorso di Penelope)

- Nota: le citazioni di questo episodio non sono quelle di personaggi celebri, come accaduto per tutti gli episodi della serie (eccetto quella di E. E. Cummings), bensì frasi e discorsi di alcuni personaggi alla festa finale.

Ascolti Italia: telespettatori 1 150 000 - share 5,10%